# 무손실 JPEG
무손실 JPEG는 1993년 정지 화상 전문가 그룹이 무손실 압축을 위해 만든 JPEG 표준의 추가판이다. 그러나 정지 영상 전문가 그룹이 개발한 모든 무손실 압축 프로젝트를 가리키는 용어로 쓰이기도 한다. 이 경우에는 JPEG 2000과 JPEG-LS를 모두 포함한다.

## 무손실 JPEG
무손실 JPEG은 손실 압축 방식의 JPEG 표준과는 완전히 다른 기술을 사용하여 1993년에 개발한 JPEG의 이후 버전이다.

## JPEG-LS
JPEG-LS는 연속적인 톤(continous-tone)이미지를 위한 무손실 혹은 근접무손실 압축 표준이다. 공식적인 명칭은 ISO-14495-1/ITU-T.87이다.

## 같이 보기
- JPEG 2000